# Alas Tlogo
Alas Tlogo is een bestuurslaag in het regentschap Pasuruan van de provincie Oost-Java, Indonesië. Alas Tlogo telt 4277 inwoners (volkstelling 2010).